# 蒋兴权
蒋兴权（1940年—），辽宁兴城人，中国篮球职业教练，曾两度出任中国国家男子篮球队主教练，他也入选了新中国篮球50杰。

## 篮球生涯
蒋兴权于1958年毕业于沈阳体院预科，1960年至1970年间效力于辽宁男篮，也入选过中国男篮二队，退役后于1970年担任辽宁男篮主教练。1990年他首度出任中国男篮主教练，带领球队夺得了三届亚洲篮球锦标赛冠军并且在1994年领衔中国男篮首次闯入世界篮球锦标赛的八强。1999年，蒋兴权再度出任中国男篮主教练一职，带领球队又一次夺得亚洲篮球锦标赛冠军，在2000年悉尼奥运会中带领中国队取得了第十名的成绩。

## 其他任职经历
- 1995年9月，出任辽宁省体委副主任。
- 1996年10月，当选中国篮协副主席。
- 2001年，作为天津男篮主教练获得九运会亚军。
- 2002年，出任新疆广汇队夺得甲B联赛冠军从而升入CBA联赛。
- 2002-03赛季，率新疆广汇队夺得CBA联赛第五名。
- 2004年9月，出任辽宁盼盼队主教练，获得CBA联赛第五名。
- 2008年9月，出任浙江万马篮球俱乐部主教练，获得 CBA联赛第10名
- 2020年8月，出任辽宁沈阳三生飞豹篮球俱乐部教练组顾问。

## 个人荣誉
- 1992年12月，辽宁省十佳教练员；
- 1999年5月，新中国篮球50杰；
- 2003年3月，新疆维吾尔自治区授予“献身西部开发，做出突出贡献优秀教练员”；
- 2004年4月，中国篮协授予“中国篮球特殊贡献奖”。

## 軼聞
2005年11月25日，沂蒙晚报在一篇報導中對蒋兴权使用「骨灰級」一詞形容，引發蒋兴权的誤解，並在記者會上點名批評：「今天我看了報紙，他們居然說我是『骨灰級教練』，我不知道他們是什麼意思，我從來沒有聽說這種說法，恐怕世界上都沒有『骨灰級教練』一說。這位小夥子，你們在報紙上這麼公開說話，可是折我的壽啊！」「寫這篇稿子的肯定也是個年輕人，說不定沒有我年齡大，咱把話挑明了，誰比誰先死還不一定呢！」